# Șilindia
Șilindia (en hongrois : Selénd) est une commune du județ d'Arad, Roumanie qui compte 904 habitants.
La commune est composée de 5 villages : Camna, Iercoșeni, Luguzău, Satu Mic et Șilindia.

## Culture
D'après le recensement de 2011, la commune compte 904 habitants, en forte baisse par rapport au recensement de 2002 où elle en comptait 959.